# Черневский сельсовет
Че́рневский сельсовет (бел. Чэрнеўскі сельсавет) — административно-территориальная единица Дрибинского района Могилёвской области Республики Беларусь.

## Население
- 1999 год — 3526 человек
- 2010 год — 2446 человек

На территории расположено 24 населенных пункта, численность населения на 2011 год составляет 2632 человека.

## Производственная сфера
На территории сельсовета расположено 4 сельскохозяйственных предприятия: СПК "Колхоз «Доманы», СПК «Черневский», КФХ «Константин».

## Социальная сфера
На территории сельсовета расположены учреждения образования:
- «Черневский УПК ясли-сад-средняя школа»[1]
- «Бельская средняя школа Дрибинского района»
- «Пудовнянская средняя школа Дрибинского района»

Детские дошкольные учреждения:
- Пудовнянский детский ясли-сад
- Бельский детский ясли-сад «Солнышко»
- Детский социальный приют

Также на территории сельсовета функционируют и медицинские учреждения:
- Пудовнянская сельская участковая больница
- Бельская амбулатория врача общей практики
- Черневский фельдшерско-акушерский пункт
- Отделение круглосуточного пребывания Дрибинского РЦСОН

Учреждения культуры:
- Бельский сельский дом культуры
- Пудовнянский сельский дом культуры
- Черневский сельский дом культуры
- Пудовнянский филиал Дрибинской школы искусств
- Бельская сельская библиотека
- Пудовнянская сельская библиотека
- Черневская сельская библиотека

На территории Черневского сельсовета расположено 8 магазинов Дрибинского РАЙПО, 3 магазина индивидуальных предпринимателей, 21 населенный пункт обслуживается автомагазином Дрибинского РАЙПО, бытовое обслуживание осуществляют 2 комплексных приёмных пункта. Приёмные пункты оказывают все виды бытовых услуг.
На территории сельсовета имеются три отделения связи:
- Отделение связи 213979, д. Пудовня, ул. Центральная, 1;
- Отделение связи 213974, д. Белая, ул. Ф. Скорины, 28;
- Отделение связи 213984, д. Черневка, ул. Школьная, 4.

Численность домов социальных услуг составляет 13. В населённых пунктах функционируют 15 старост и 3 сельских комитета. Основной задачей их деятельности является поддержание коммуникации населения с сельисполкомом, представление и защита интересов жителей на их территории, привлечение граждан к участию на добровольной основе в мероприятиях по благоустройству и озеленению дворов, охране зелёных насаждений, помощь сельисполкому в организации закупок излишков молока и молодняка крупного рогатого скота у населения, а также работа с населением по улучшению содержания мест общего пользования.

## Исторические места
- Историко-революционный памятник на месте расстрела 30 июня 1905 года жандармами и царскими солдатами восставших крестьян деревни Кищицы.
- Памятник на братской могиле советских воинов и партизан погибших в боях с немецко-фашистскими захватчиками в годы Великой Отечественной войны и захороненных в деревне Черневка.
- Памятник на могиле убитых в 1941—1945 мирных жителей и захороненных в деревне Черневка.

## Состав
Включает 24 населённые пункта:
- Александровка — деревня.
- Алюты — деревня.
- Белая — деревня.
- Васильевка — деревня.
- Голобурды — деревня.
- Доманы — деревня.
- Еганы — деревня.
- Ждановичи — деревня.
- Заборье — деревня.
- Земцы — деревня.
- Кищицы — деревня.
- Коммуна — деревня.
- Корзеево — деревня.
- Миловье — деревня.
- Новые Ждановичи — деревня.
- Новая Черневка — деревня.
- Преображенск — деревня.
- Пудовня — деревня.
- Русенка — деревня.
- Рябки — деревня.
- Тиньковщина — деревня.
- Углы — деревня.
- Черневка — деревня.
- Яськовщина — деревня.